# ホノルル・ハレ

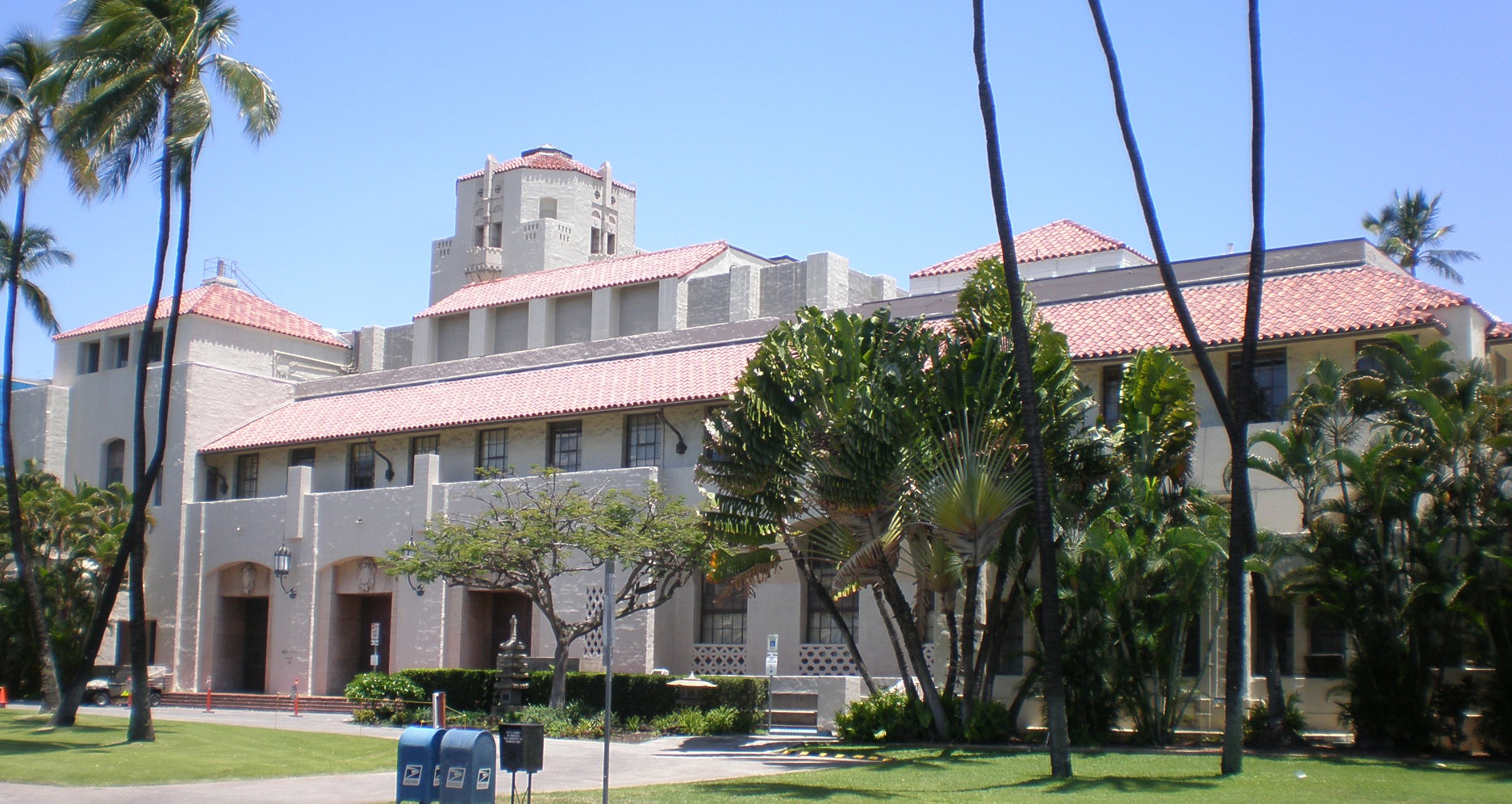
ホノルル・ハレの正面

ホノルル・ハレ（ハワイ語: Honolulu Hale））はアメリカ合衆国ハワイ州ホノルル市郡の市庁舎で、ホノルル・ダウンタウンのハワイ州都歴史地区にあり、住所は530 South King Streetで、ホノルル市郡長室およびホノルル市郡議会がある。ハレ（Hale）はハワイ語で家、ビルなどの意味である。

## ビル
1928年に完成した。当時アメリカ本土で流行っていたイタリア風スペイン植民地リバイバル建築（Spanish Colonial Revival architecture）で、中庭・階段・吹き抜けはイタリアのフィレンツェにあるバルジェロ美術館を模している。1951年には、二つのウィングが増築された。
後に近く（650 South King Street）に高層ビルの総合庁舎が完成したので、ホノルル旧市庁舎であるが、市郡長執務室と市郡議会は相変わらずここにある。
毎年クリスマス時期の「ホノルル・シティ・ライツ」では、このビルが中心となってライトアップされる。

## 参照項目
- ハワイ州都歴史地区

## 写真集

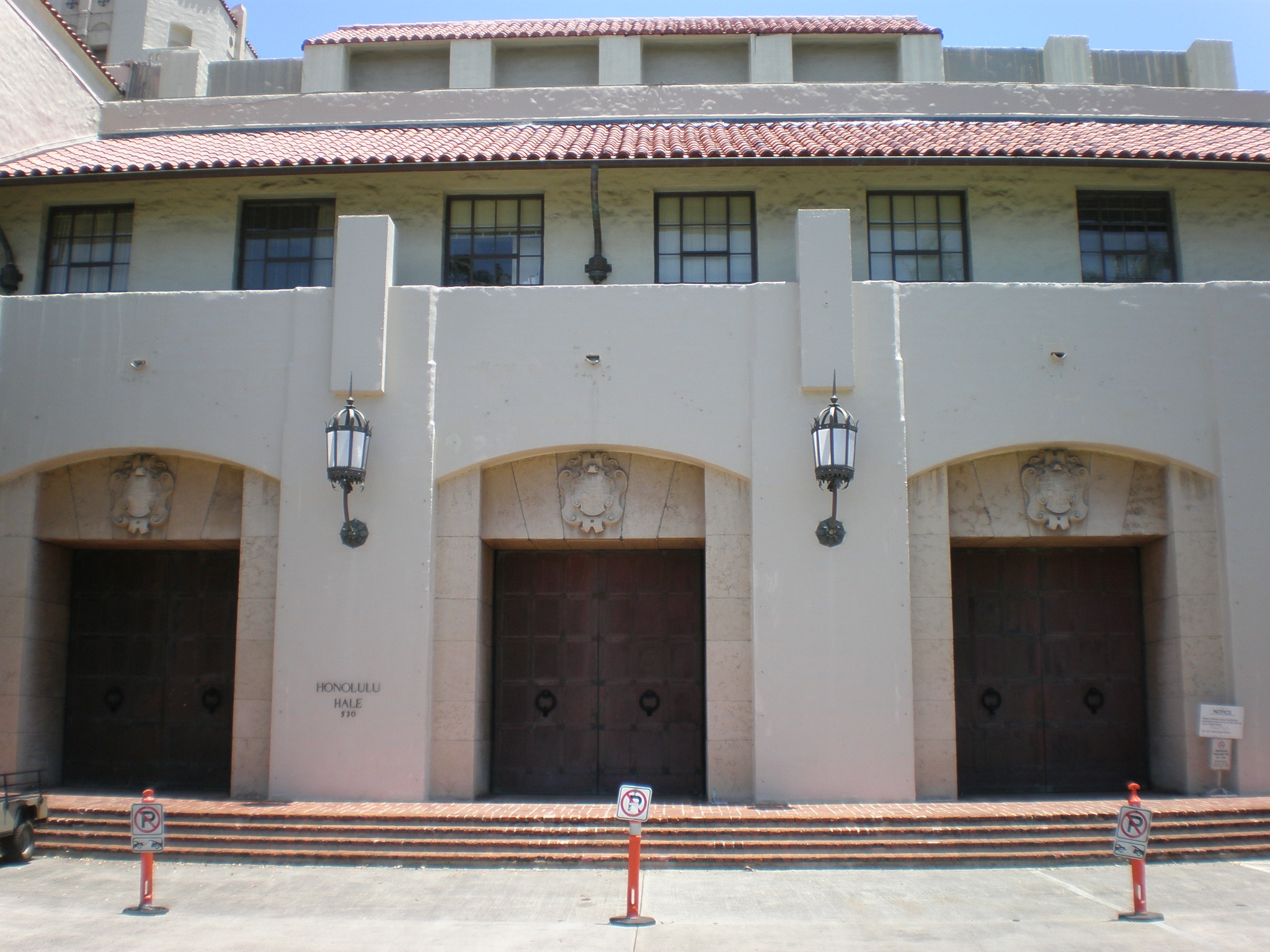
King Street側の表玄関
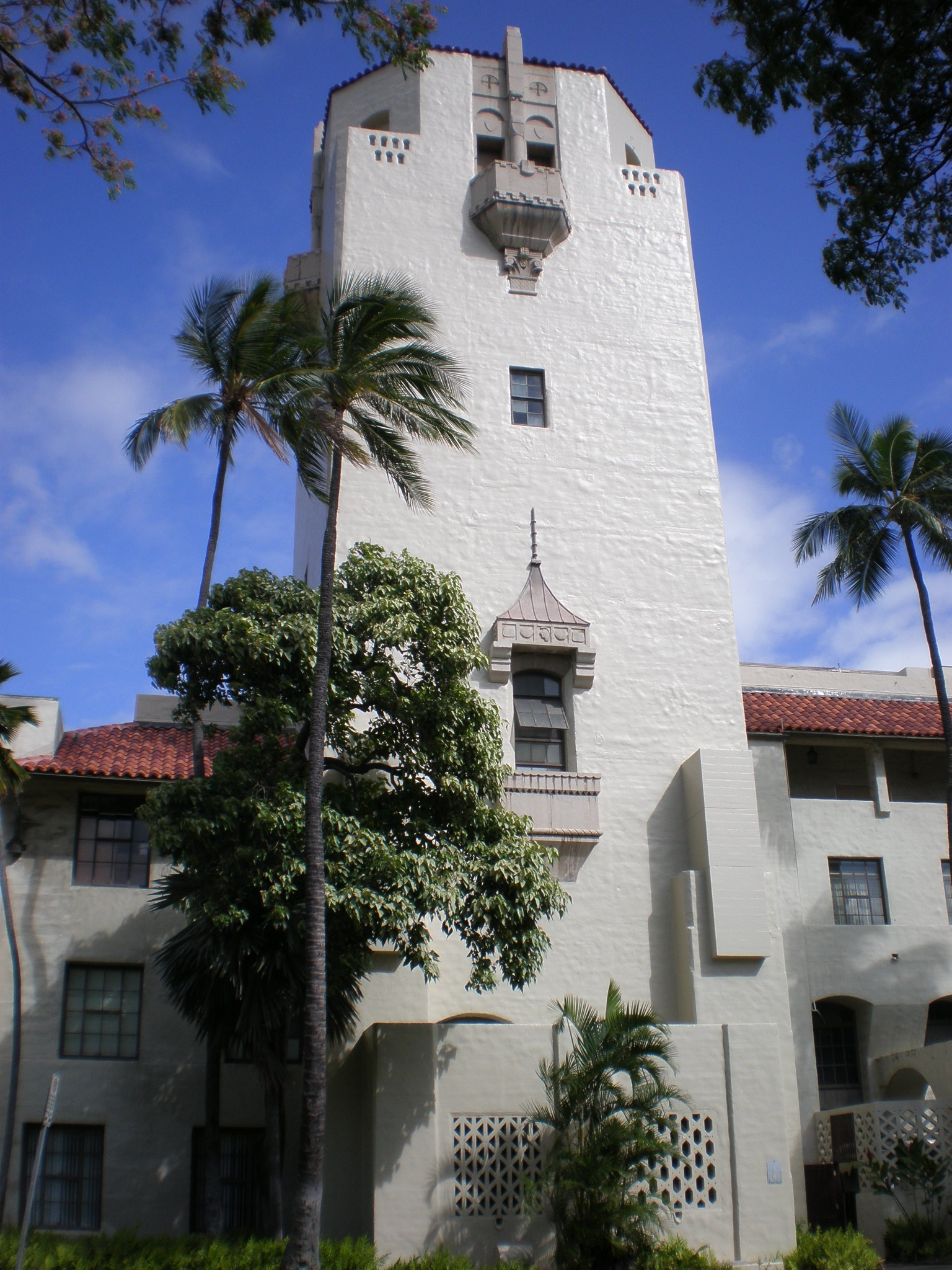
Punchbowl Street側から
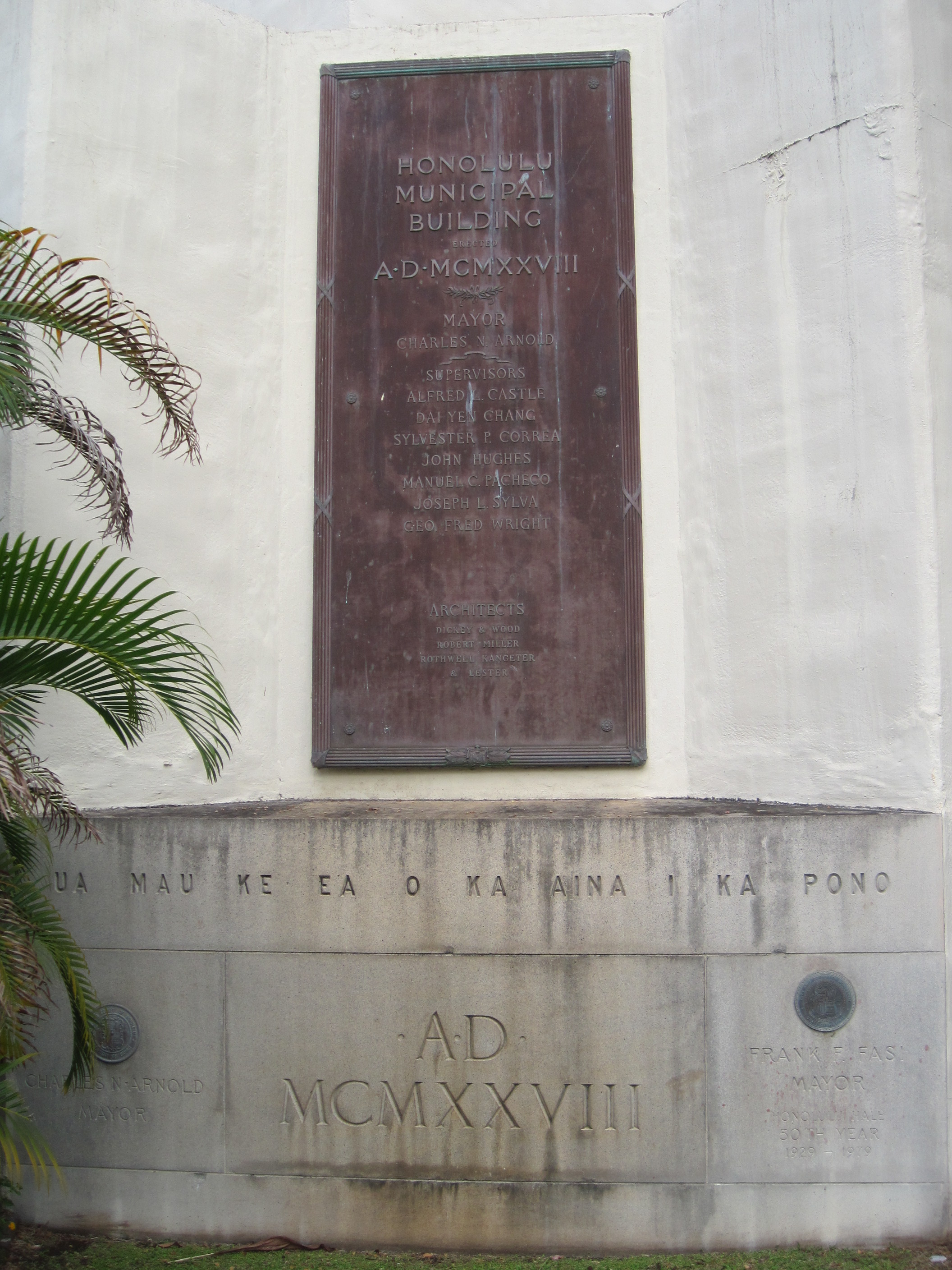
竣工記念の礎石（1928年）。下にハワイ州の標語。
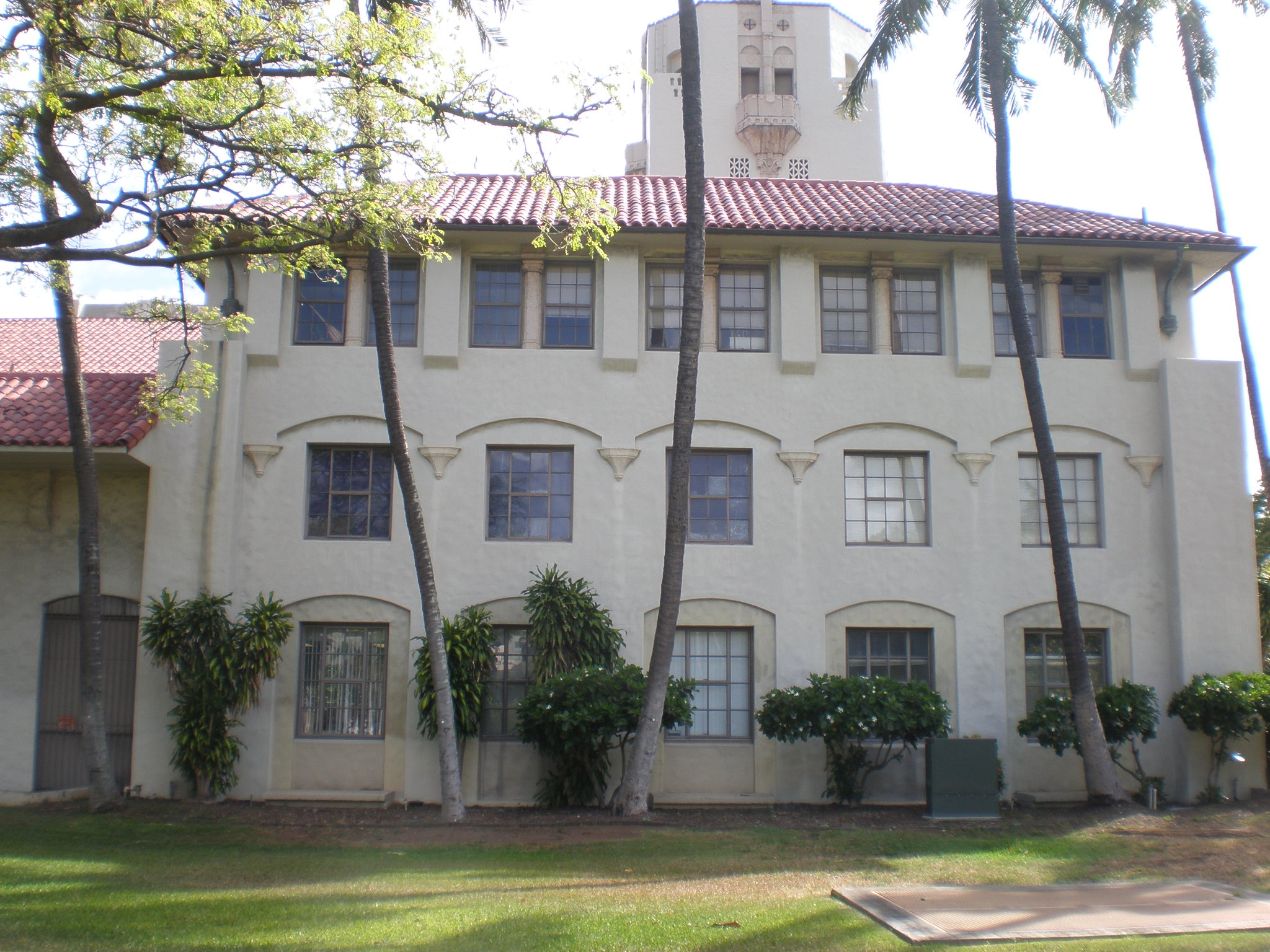
新ウィングの裏側（1951年）
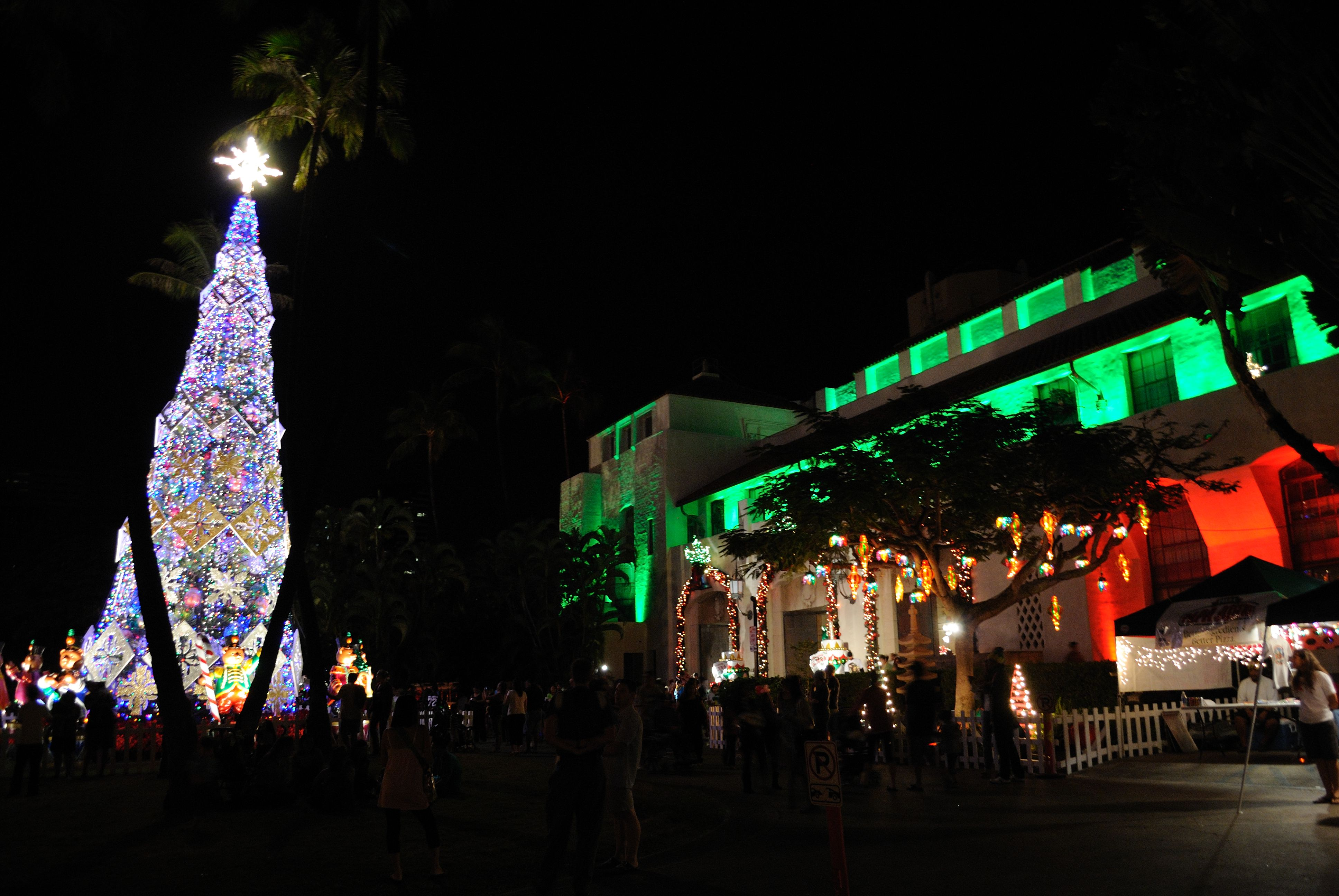
クリスマス時期の「ホノルル・シティ・ライツ」で